# Ditassa eximia
Ditassa eximia är en oleanderväxtart som beskrevs av Joseph Decaisne. Ditassa eximia ingår i släktet Ditassa och familjen oleanderväxter. Inga underarter finns listade i Catalogue of Life.